# 卡卢尔国际体育场
卡盧爾國際體育場（英語：Kaloor International Stadium），官方正式名稱為賈瓦哈拉爾·尼赫魯國際體育場（英語：Jawaharlal Nehru International Stadium），是一座位於印度喀拉拉邦科契的多功能體育場。體育場總共可以容納60,500人，若在上層看台增加臨時座椅，容納量可提升至75,000人。，其容納量是印度的大型體育場之一，僅次於亞美達巴德的莫泰拉體育場與大諾伊達的大諾伊達板球場，兩座體育場容納量皆在100,000人左右。 體育場為喀拉拉邦政府與大科契发展局推動，並於1996完工。由於體育場獨特的建築設計，使其被廣泛地認為此體育場為世界上最吵雜的板球場之一，但其實體育場最初設計是用於足球比賽用。
卡盧爾國際體育場曾舉辦過多場國際級足球與板球賽事，並曾舉辦過展覽、電影放映、以及政治集會等。體育場內最獨特的是其照明燈塔，其塔型結構在印度中非常獨特，並使用2千瓦探照燈泛光燈，在夜間時提供體育場充足地高亮度照明。目前大科契发展局將卡盧爾國際體育場出租給喀拉拉邦板球協會（Kerala Cricket Association，KCA），為期30年。
目前以卡盧爾國際體育場為主場的有喀拉拉爆破手足球俱樂部與喀拉拉邦板球隊等多支隊伍。體育場並且是2017年U17世界盃足球賽比賽會場之一。

## 歷史

### 早期
考慮到喀拉拉邦早期在印度是少數幾個足球文化知名度很高的地區，當初卡盧爾國際體育場原設計用於足球比場地。事實上，在1997年尼赫魯盃時，體育場舉辦過印度與伊拉克的足球比賽，球場共擠進約100,000名觀眾，該場比賽也是卡盧爾國際體育場地一次舉辦的足球比賽。

### 板球
1998年後，由於足球文化在喀拉拉邦衰落下來，取而代之的是板球文化，因此卡盧爾國際體育場開始舉辦起多場國際級的板球比賽。1998年4月1日，體育場於舉辦首場單日國際板球賽，比賽隊伍為澳大利亞對印度。體育場舉辦過最盛大的單日國際板球賽是在2005年4月，比賽隊伍為印度對巴基斯坦。
卡盧爾國際體育場在2008年曾進行整修，其中安置現代化草皮、藝術感屋頂，以及體育場南側的四車道公路。體育場舉行首場印度超級板球聯賽於2011年4月9日，由科契長牙象喀拉拉對皇家挑戰者邦加羅爾，這同時也是科契長牙象喀拉拉首場主場比賽，科契長牙象喀拉拉在2011年賽季有5場在此舉行，另兩場主場比賽在印多爾霍克板球體育場舉行。2013年，卡盧爾國際體育場為2013年達利普盃準決賽與決賽舉辦場地。
2012年，名流板球联赛的喀拉拉前鋒板球俱樂部決定其主場為卡盧爾國際體育場。
在2013年11月21日印度對西印度群島比賽結束後，在該場參賽的印度著名板球運動員薩辛·坦都卡宣布退休，卡盧爾國際體育場隨後在館內設置一紀念區以紀念這名在印度板球史上偉大的球員。

### 足球聯賽

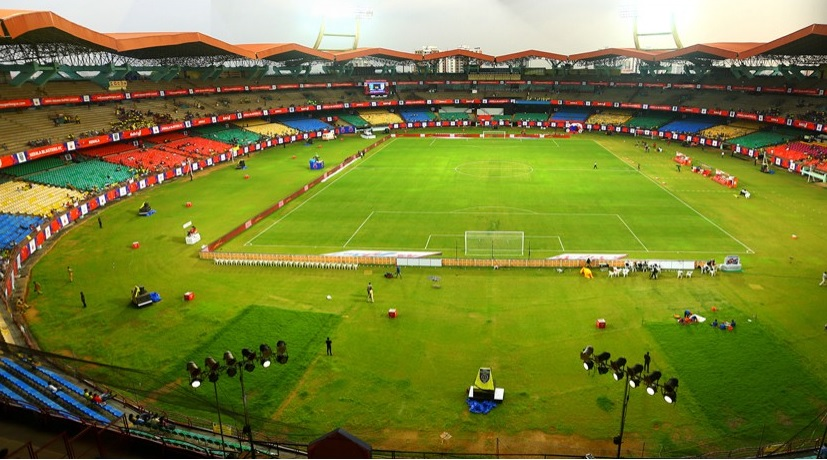
卡盧爾國際體育場

2011年，枝拉格联喀拉拉宣稱將租下卡盧爾國際體育場，但是在印度足球甲級聯賽任一場比賽時，其觀賽人數都低於卡盧爾國際體育場最大容納量，最後枝拉格联喀拉拉只有在2011–12年印甲賽季於卡盧爾國際體育場舉行比賽。
2014年，印度超級足球聯賽隊伍喀拉拉爆破手足球俱樂部宣佈定卡盧爾國際體育場為主場，並與板球傳奇明星薩辛·坦都卡合作宣傳，在喀拉拉爆破手首場比賽時，入場人數突破55,000人。
卡盧爾國際體育場首次舉行印度超級足球聯賽是在2014年11月6日，由喀拉拉爆破手對果阿邦，該場比賽也是喀拉拉爆破手首場印超比賽。在2014年印超賽季，體育場平均觀賽人數超過40,000人。2014年11月30日，喀拉拉爆破手對清奈泰坦時，觀賽人數達61,323人。體育場在2013年時，是桑托什盃決賽場地。

### 電影
卡盧爾國際體育場曾是印度電影终极武器與寶貝快跑等多支電影拍攝場地。

## 2017年U17世界盃足球賽
2013年12月5日，國際足總會長塞普·布拉特在會議上宣布2017年U17世界盃足球賽舉辦權為印度。同時間，全印度足球協會公佈可能預定舉行比賽的場館，卡盧爾國際體育場也在預定名單之一。隨後，喀拉拉邦首長歐烏曼·尚迪宣佈將與體育局簽署諒解備忘錄，希望中央能支持喀拉拉邦成為2017年U17世界盃足球賽舉辦邦之一。
2014年12月，國際足總派遣視察團到卡盧爾國際體育場，要求體育場調整部份項目，以達到國際標準。
2015年4月6日，全印度足球協會在收到國際足總技術委員會的報告後，宣佈科契為2017年U17世界盃足球賽舉辦城市之一。

## 未來
隨著喀拉拉板球協會體育場的興建，以及擁有容納量50,000人的錫魯萬納塔普拉姆國際體育場開始營運，卡盧爾國際體育場的板球比賽開始減少並開始慢慢轉移到這兩座新體育場，這意味著卡盧爾國際體育場未來舉辦賽事將以足球比賽為主。
截至目前，喀拉拉邦板球協會是唯一到現在不曾擁有獨自板球場的板球協會。一旦新體育場完工，喀拉拉邦板球協會將準備把重心從卡盧爾國際體育場轉移過去。然而，由於喀拉拉板球協會體育場興建可能衝擊到附近環境時，因此體育場工程曾停工一段時間，喀拉拉邦板球協會轉移時間也將延遲。

## 外部連結
- .   [2015-11-26]. （原始内容存档于2020-10-03） （英语）.

9°59′50″N 76°18′04″E / 9.997253°N 76.301036°E